# Pandro S. Berman
Pandro Samuel Berman (Pensilvania, Estados Unidos; 28 de marzo de 1905 -Beverly Hills, Estados Unidos; 13 de junio de 1996) fue un productor y asistente de dirección de películas estadounidense.

## Carrera
Iniciado como montador y asistente de dirección, supervisó en la RKO y en la MGM algunas de las mejores películas de los diferentes estudios citados, en especial del primero, ya que durante los años 30 produjo los sofisticados musicales de Ginger Rogers y Fred Astaire como La alegre divorciada o Top Hat donde la pareja de bailarines interpretaron algunos de los bailes más famosos del cine estadounidense.
Seis de sus películas fueron nominadas al premio Óscar a la mejor película: La alegre divorciada (1934), Alice Adams y Top Hat (ambas en 1935), Stage Door (1937), Father of the Bride (1950) y Ivanhoe (1952).
Falleció a los 91 años de edad el 9 de noviembre de 1996 y había estado casado con la productora Kathryn Hereford.

## Premios y reconocimientos
Premios Óscar
| Año  | Categoría                            | Película                             | Resultado |
| ---- | ------------------------------------ | ------------------------------------ | --------- |
| 1953 | Mejor película                       | Ivanhoe                              | Nominado  |
| 1977 | Premio en memoria de Irving Thalberg | Premio en memoria de Irving Thalberg | Ganador   |